# Johann Hinrich Wichern

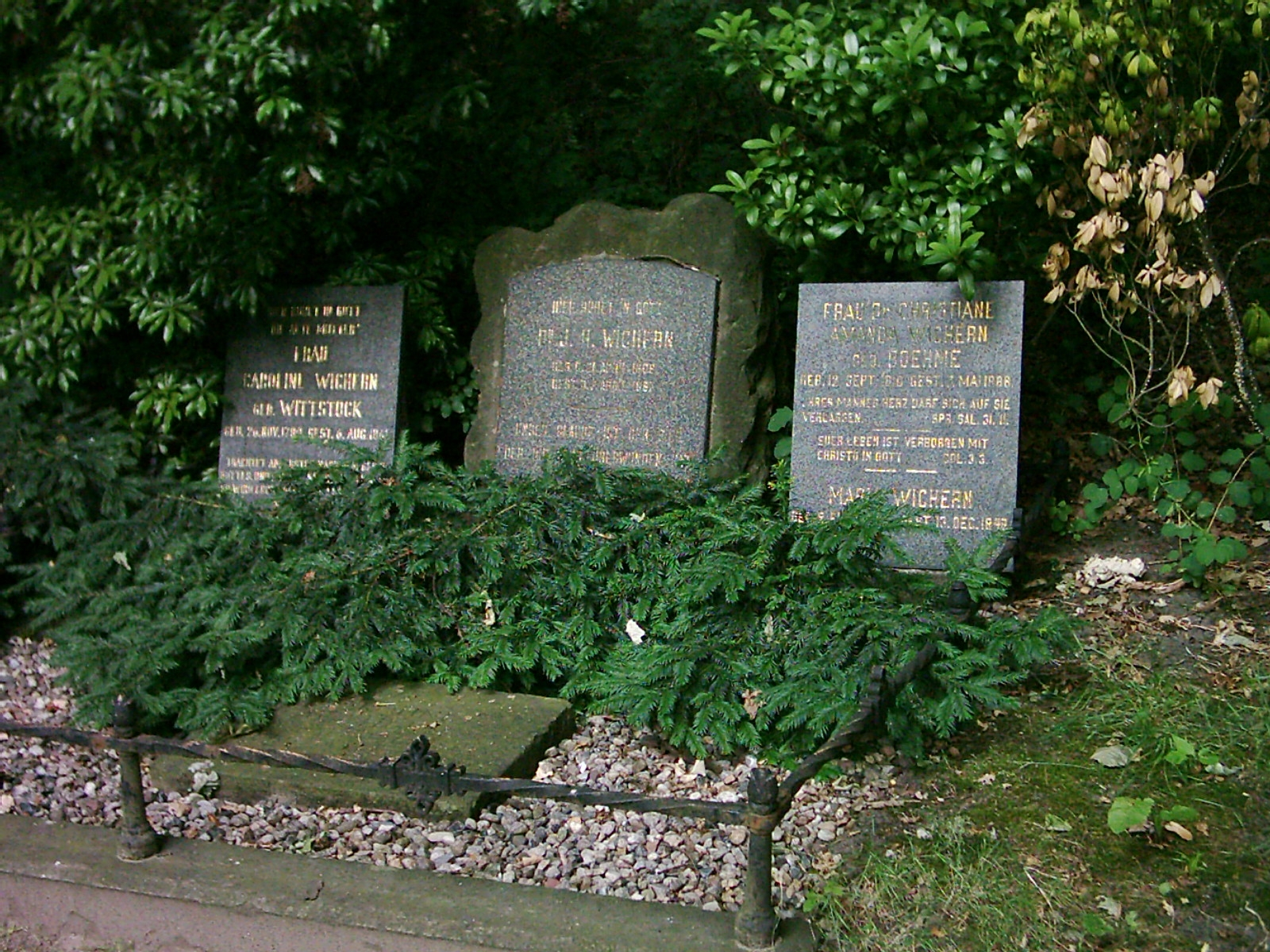
Grób Johanna Hinricha Wicherna

Johann Hinrich Wichern (ur. 21 kwietnia 1808 w Hamburgu, zm. 7 kwietnia 1881), niemiecki ksiądz, teolog, ewangelicki nauczyciel i pastor, twórca wieńca adwentowego.
Pragnąc pomóc sierotom w niedostatku stworzył dla nich 12 września 1833 r. szkołę-przytułek, która znajduje się obecnie w dzielnicy Hamburg-Mitte (wówczas na przedmieściach) Hamburga i nazwał ją Das Rauhe Haus. Zabiegał o dobre wychowanie podopiecznych. Dążył do tego, by stworzyć rodzinną atmosferę. W I niedzielę adwentu w 1839 r. dodał do dekoracji wystroju świetlicy wieniec adwentowy. Pastor rozpowszechniał pomysł w innych miejscowościach w Niemczech. Zapraszał ludzi każdego dnia w okresie adwentu, by wspólnie uczestniczyć w rozważaniach. 
W 1860 został przeniesiony do Berlina. Johann wielokrotnie podróżował na Śląsk, gdyż z Berlina wysyłano specjalistów ds. gospodarki, by zorientowali się w sytuacji materialnej Śląska. Wichern organizował także misję wewnętrzną w Kościele ewangelickim i stworzył instytucje funkcjonujące na podobnej zasadzie co Das Rauhe Haus.